# Le Blues d'Apu
Le Blues d'Apu (Homer and Apu) est le 13e épisode de la saison 5 de la série télévisée d'animation Les Simpson.

## Synopsis
Apu, le directeur du mini marché (Kwik-E-Mart dans la version originale), vend de la viande avariée qu'Homer Simpson achète.
Ce dernier tombe bien sûr malade et, conduit à l'hôpital, y apprend l'origine de ses maux de ventre. Une fois rétabli, il retourne voir Apu, qui pour s'excuser lui offre un seau rempli de crevettes... assez peu fraîches. Une fois encore, Homer est conduit à l'hôpital. Cette fois, il décide d'aller voir Kent Brockman, le célèbre journaliste, qui lui propose d'espionner Apu à l'aide d'une caméra cachée dans un chapeau. Ce dernier est démasqué, renvoyé, et remplacé par James Woods.
Il n'a alors plus rien à faire et décide de se rendre chez les Simpson pour se faire pardonner auprès d'Homer. Pour ce faire, il propose de travailler à leur service gratuitement en exécutant la plupart des tâches ménagères.
Tout le monde semble heureux et découvre les traditions d'Apu, mais ce dernier commence à regretter l'époque où il travaillait pour le mini marché.
Homer décide d'aider son ami à retrouver son travail. Ils partent tous les deux en Inde rencontrer le PDG de la chaîne Kwik-E-Mart. Celui-ci ne peut pas les aider car Homer ne lui a pas posé les bonnes questions.
Finalement, une fois rentré à Springfield, Apu se rend au mini marché et sauve la vie de James Woods en prenant une balle qui lui était destinée. Par ailleurs, l'acteur est appelé sur un autre film. Ainsi Apu reprend son travail.

## Invité
- James Woods